# Tromatobia taiwana
Tromatobia taiwana là một loài tò vò trong họ Ichneumonidae.